# 泰耶 (伊勒-维莱讷省)
泰耶（法語：Teillay，法語發音：[tɛjɛ]）是法国伊勒-维莱讷省的一个市镇，属于勒东区。

## 地理
泰耶（47°48'26"N, 1°32'19"W）面积26.21 平方千米，位于法国布列塔尼大區伊勒-维莱讷省，该省份为法国西北部沿海省份，位于布列塔尼半岛东部，北濒大西洋，西接阿摩尔滨海省和莫尔比昂省，南至大西洋卢瓦尔省，西南端接曼恩-卢瓦尔省，东临马耶讷省，东北与芒什省接壤。
与泰耶接壤的市镇（或旧市镇、城区）包括：拉梅地区埃尔塞、图里、鲁热、吕菲涅、苏尔瓦什。

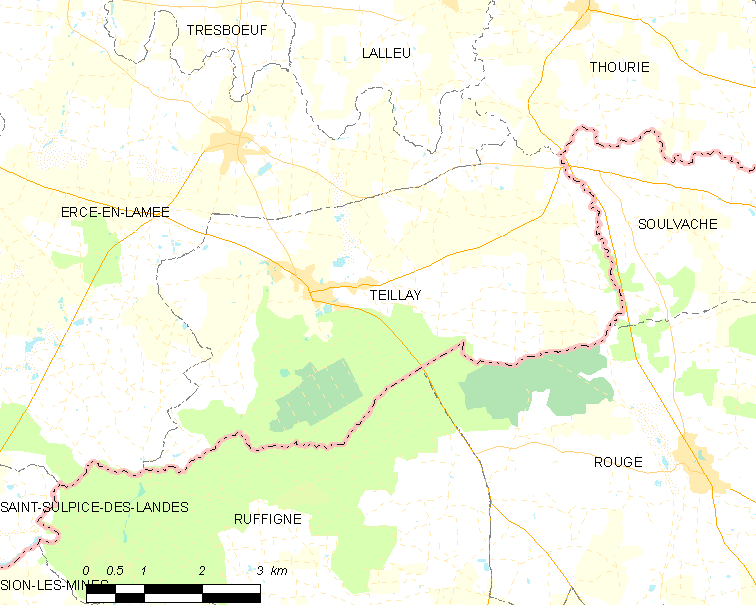
的OSM定位图

泰耶的时区为UTC+01:00、UTC+02:00（夏令时）。

## 行政
泰耶的邮政编码为35620，INSEE市镇编码为35332。

## 政治
泰耶所属的省级选区为布列塔尼地区班县。

## 人口

1962-2008年间人口变化图示

泰耶于2022年1月1日时的人口数量为1103人。